# Ewa Pieczyńska

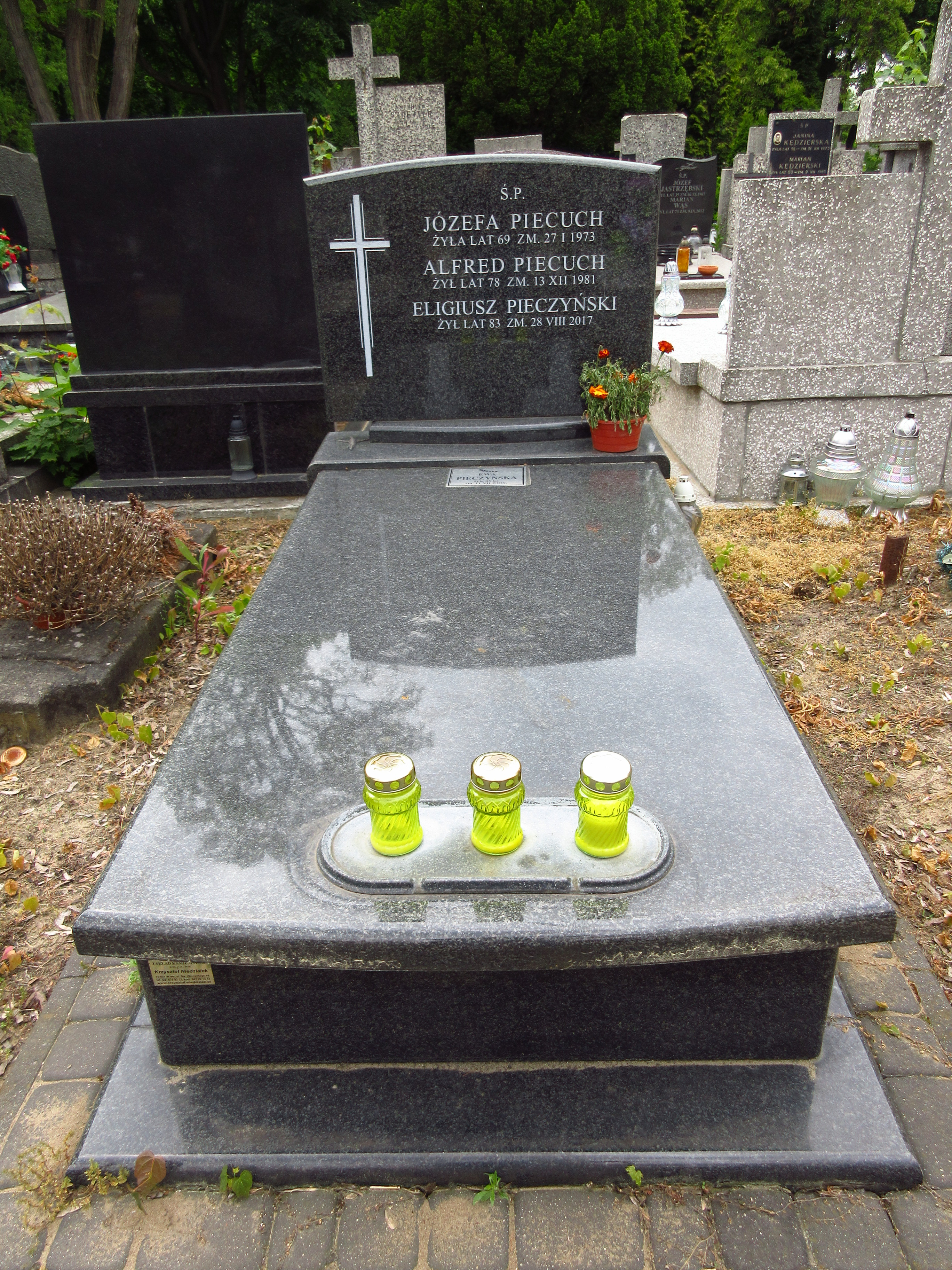
Grób profesor Ewy Pieczyńskiej na cmentarzu Bródnowskim

Ewa Pieczyńska (ur. 19 grudnia 1934 w Katowicach, zm. 11 grudnia 2020 w Warszawie) – polska hydrobiolożka i ekolożka związana z Uniwersytetem Warszawskim.

## Życiorys
Studia na Wydziale Biologii i Nauk Ziemi Uniwersytetu Warszawskiego rozpoczęła w 1951, a ukończyła w 1956. Już w 1955 została na nim zatrudniona na stanowisku zastępcy asystenta. Pracę magisterską pod kierownictwem Kazimierza Tarwida wykonała w Zakładzie Ekologii Zwierząt, później przekształconym w Zakład Ewolucjonizmu i Ekologii Zwierząt. Tam także obroniła pracę doktorską promowaną przez Kazimierza Petrusewicza. Od lat 60. kierowała Katedrą Hydrobiologii. Wtedy też uzyskała habilitację. Z WBNZ w 1969 wyodrębnił się Wydział Biologii Uniwersytetu Warszawskiego, a Katedra Hydrobiologii stała się Zakładem Hydrobiologii w ramach Instytutu Zoologii. Zakładem tym kierowała do 1983. Pracowała w Instytucie Zoologii na Wydziale Biologii Uniwersytetu Warszawskiego, ostatecznie na stanowisku profesora zwyczajnego, oraz była członkiem Komitetu Ekologii na II Wydziale – Nauk Biologicznych Polskiej Akademii Nauk. Była dziekanem Wydziału Biologii UW w latach 1979–1981.
Była członkinią założycielką Polskiego Towarzystwa Hydrobiologicznego, w którym następnie pełniła funkcje skarbnika Zarządu Głównego, sekretarza Komisji Nagród i przewodniczącej Głównej Komisji Rewizyjnej. W 2009 została jego członkinią honorową i otrzymała medal imienia Alfreda Lityńskiego.
Jej zainteresowania badawcze dotyczyły ekologii litoralu jezior. W czasie studiów na Uniwersytecie Warszawskim brała udział w badaniach organizowanych przez Instytut Rybactwa Śródlądowego i Zakładzie Ekologii PAN. W latach 70. brała udział w badaniach Międzynarodowego Programu Biologicznego (IBP) i programu Człowiek i Biosfera (UNESCO – MAB).
Córka Alfreda i Józefy. Zamężna z Eligiuszem Pieczyńskim, również ekologiem. Zmarła 11 grudnia 2020. Pochowana na cmentarzu Bródnowskim (kwatera 38F-3-26).